# Cathal Goulding
Cathal Goulding   (Dublín, 2 de gener de 1922 - Dublín, 26 de desembre de 1998) va ser un republicà irlandès, Cap de l'Estat Major de l'Exèrcit Republicà Irlandès del 1962 al 1969 i després de l'IRA Oficial, del 1969 al 1972
Sorgit d'una família republicana, s'afilia al Fianna Éireann (les joventuts de l'IRA), i després s'uneix a l'IRA el decenni següent. El 1953 és condemnat a nou anys de presó amb Seán MacStíofáin, després d'haver estat detingut amb un camió ple de fusells. Reemplaça Ruairí Ó Brádaigh com a Cap de l'Estat Major de l'organització el 1962, després del fracàs de la Campanya de les fronteres. Partidari d'una línia marxista, esdevé Cap de l'Estat Major de l'IRA Oficial el 1969, després de l'escissió de l'IRA Provisional.